# Sénatus-consulte organique du 16 thermidor an X
Lire en ligne

Consulter

Constitution de l'an VIII Constitution de l'an XII
Le sénatus-consulte organique du 16 thermidor an X (4 août 1802), dit constitution de l’an X, est une réorganisation du Consulat.

Il fait suite au sénatus-consulte du 14 thermidor, proclamant, après acceptation par plébiscite, le consulat à vie en faveur de Bonaparte, deux jours auparavant.
Les pouvoirs de Bonaparte en sortent renforcés :
- Le Sénat conservateur voit ses pouvoirs augmentés au détriment du Corps législatif et du Tribunat : il peut ainsi modifier la Constitution et prendre des mesures exceptionnelles (dissolution Tribunat ou Corps législatif). Mais, il est en contrepartie soumis plus fortement à Bonaparte qui peut nommer de nouveaux membres au Sénat ;
- Il a le droit de grâce ;
- Il peut signer seul les traités
- Il peut nommer son successeur